# Алексеевка (Никопольский район)
Алексе́евка (укр. Олексі́ївка) — село,
Менжинский сельский совет,
Никопольский район,
Днепропетровская область,
Украина.
Код КОАТУУ — 1222983903. Население по переписи 2001 года составляло 3600 человек.

## Географическое положение
Село Алексеевка находится на берегу залива Каховского водохранилища,
ниже по течению на расстоянии в 0,5 км расположено село Капуловка,
выше по течению на расстоянии в 4 км расположен город Никополь.
Через село проходят автомобильная дорога Н-23 и
железная дорога, станция Никопольстрой в 1,5 км.

## Объекты социальной сферы
- Школа.
- Детский сад.
- Музей.
- Дом культуры